# Березовка (Вагайский район)
Березовка — деревня в Вагайском районе Тюменской области, входит в состав Фатеевского сельского поселения.

## География
Деревня находится на берегу от реки Иртыш. Автобусное сообщение.

## Население
| 2010 |
| ---- |
| 45   |